# Gheorghe Cristescu
Gheorghe Cristescu (n. 10 octombrie 1882, Copaciu, România – d. 29 noiembrie 1973, Timișoara, România) a fost un politician comunist român. A fost primul secretar general al Partidului Comunist din România (1921 - 1924) și a fost printre fondatorii acestuia.  A fost supranumit Plăpumarul.
Cristescu a fost unul dintre cei mai vechi membrii ai mișcării comuniste în Regatul României, fiind un membru activ al acesteia încă de dinainte de Primul Război Mondial. În 1905 acesta va ține o conferință intitulată O privire spre viitor, la care au asistat mai mulți comuniști bucureșteni. În cadrul acesteia nu va avea curajul să prevadă victoria socialismului în lume, însă va prezice zborul omului către Lună.
Gheorghe Cristescu a fost exclus din Partidul Comunist Român în 1926, deoarece s-a opus politicii anti-naționale a partidului și loialității absolute față de Comintern, intrând în conflict cu Marcel Pauker; ulterior, a făcut parte din Partidul Socialist Unitar, alături de Leon Ghelerter, Ștefan Voitec și Constantin Popovici, de orientate social-democrată. El a fost închis în perioada 1950 - 1954 dar a fost reabilitat de Nicolae Ceaușescu în 1971, fiind ocazional promovat ca un comunist naționalist și anti-Comintern. Cristescu a continuat însă să fie o figură discretă și a refuzat să fie asociat cu partidul la formarea căruia a contribuit.